# Orchesella mesovoides
Orchesella mesovoides (лат.) — вид коллембол (ногохвосток) рода Orchesella из семейства энтомобрииды. Обитает в Испании.

## Описание
Длина тела от 3,7 до 5,8 мм. Основной цвет тела бледный; глаза чёрные; голова со светло-голубым пигментом на боковых и задней части головы; усики слегка голубые на конце второй части первого членика, темно-синие в первой части второго членика и слегка голубые на последних двух члениках. Грудной сегмент (Th) II и брюшной (Abd) II с латеральными, дорсолатеральными и дорсально-центральными продольными темно-синими полосами, расширенными на конце каждого сегмента. Брюшной сегмент Abd III с поперечной темно-синей неправильной полосой; Abd IV характеризуется продолжением пигментных пятен передних сегментов; Abd V с дорсальными и латеральными пятнами; Abd VI без пигмента. Бёдра с концевыми латеральным голубым пигментом и тибиотарзус однородно светло-голубой. Молодые особи аналогичной окраски. Формула омматидиев 8+8. Вид был впервые описан в 2017 году испанскими энтомологами Rafael Jordana и Enrique Baquero (Departamento de Biología Animal, Universidad de Navarra, Памплона, Испания).
Изучение кишечного содержимого образцов, установленных на предметных стеклах, позволило установить, что они питаются преимущественно аморфным органическим веществом. Кроме того, почти в каждом экземпляре наблюдались гифы и споры грибов. Присутствовало также заметное количество кристаллов (предположительно мелких песчинок).